# 中大阪朝鮮初級学校
中大阪朝鮮初級学校（なかおおさかちょうせんしょきゅうがっこう、나까오사까조선초급학교）は、大阪市東成区にある朝鮮学校。学校法人大阪朝鮮学園が運営していた。
日本の小学校・幼稚園相当の教育を実施しているが、学校教育法における非一条校であり、各種学校扱いである。
大阪朝鮮中高級学校校舎の移転にあたり、2021年度を最後に生野朝鮮初級学校と併合し廃校になった

## 沿革
本校では、前身となる東成朝鮮学園および大阪市立西今里中学校（西今里朝鮮中学校・大阪市立本庄中学校西今里分校とも）についてもまとめて記述する。
太平洋戦争の終戦に伴い、朝鮮人児童・生徒に民族教育をおこなう学校が各地に開設された。大阪市東成区では、1945年10月に国語講習所が開設された。1946年には国語教習所を母体にして、森町・東中本・大成通・大今里の4ヶ所に初等学校が相次いで開設された。
1948年には4校が統合し、東成朝鮮学園初等学校・中学校が現在地に発足した。東成朝鮮学園は大阪市東成区西今里町4-2（現・東成区東中本3-17-6）・旧大阪市阪東高等小学校跡を転用して設置された。しかし1948年10月19日に朝鮮学校閉鎖令が出されたため、東成朝鮮学園は閉鎖した。
関係者の運動の結果、民族教育（朝鮮語など）は最小限におさえる条件で、1950年4月に大阪市立本庄中学校西今里分校として元の場所に再開設した。準備期間を経て1950年7月から授業を再開している。1951年5月には独立校となり、大阪市立西今里中学校（西今里朝鮮中学校）と称した。一方で1961年時点での大阪市の資料では、学校名は「大阪市立西今里中学校（大阪市立本庄中学校西今里分校）」と併称されている。大阪市は市の教職員を配置するなど独立校として扱っていたが、教員の給与を負担する大阪府は既設校の分校という扱いをしていた。また西今里中学校教育会の財政負担で学校独自に雇用する朝鮮人教員も在職していた。
西今里中学校の性格については、「実質的に公立の民族学校としての扱いだった」とする見解や、「日本学校の分校への入学で、朝鮮学校閉鎖令に伴う抵抗や混乱の防止を図った」とする見解など、研究者の間でも見解が分かれている。
1959年には北朝鮮への帰国が実現したことなどを背景に、北朝鮮への帰国準備としての民族教育が活発化するようになった。これに伴い西今里中学校でも入学・転入学希望者が急増し、学校設備の過密化をもたらした。
また在日朝鮮人を取り巻く状況の変化により、在日朝鮮人運動の内容も変化した。その影響で、西今里中学校についても北朝鮮への帰国準備を前提とした民族教育の流れが主流となり、自主学校へ切り替えた方が適切だと判断されるようになった。朝鮮総連東成支部や西今里中学校教育会など関係者は1960年9月、自主学校としての切り替えの移行を大阪市教育委員会に申請した。準備期間を経て、大阪市立西今里中学校は1961年8月31日付で廃校となり、廃校時点で在職していた日本人教員は大阪市教育委員会事務局や他の大阪市立学校へと異動した。
また翌1961年9月1日付で、西今里中学校の教育実践や校地を財団法人（のち学校法人に改組）大阪朝鮮学園が継承し、西今里中学校を移管・改編する形で中大阪朝鮮初中級学校が発足した。移管と同時に同時に初級部も併設している。また過密化を解消するため、1961年9月には当校から分離する形で、東大阪朝鮮中級学校が開校している。
2006年には中級部を廃止した。これに伴い中大阪朝鮮初級学校へと改称している。
大阪市有地にある約5000平方メートルの土地は、およそ半世紀に渡って無償利用してきたが、大阪市と学校法人大阪朝鮮学園の間で行われた有償化協議が不調に終わり、2012年12月に大阪市より大阪地方裁判所に提訴がなされた。2014年夏頃から大阪朝鮮学園は、和解協議に応じており、2015年5月の大阪市との協議で売買契約に応じることを明らかにした。
2021年度を最後に生野朝鮮初級学校と併合し廃校になった。

### 年表
- 1947年 - 東成区内に4ヶ所の初等学校が相次いで開校。
- 1948年
  - 1月20日 - 東成朝鮮学園初等学校・中学校が開校（現在地）。
  - 10月 - 朝鮮学校閉鎖令により一時閉鎖。
- 1950年4月1日 - 公立となり、大阪市立本庄中学校西今里分校として元の場所に再開（同年7月1日より授業開始）。
- 1951年5月 - 大阪市立西今里中学校（西今里朝鮮中学校）と称する。
- 1961年
  - 9月1日 - 自主学校として移管。中大阪朝鮮初中級学校へ改編。
- 9月10日 - 東大阪朝鮮中級学校を分離。
- 2006年 - 中級部を廃止。中大阪朝鮮初級学校へ改称。
- 2021年-生野朝鮮初級学校と併合し廃校になった

## 生徒数
2014年4月の時点で41名

## 交通
- OsakaMetro（中央線・今里筋線）緑橋駅 南へ約800m。
- OsakaMetro（千日前線・今里筋線）今里駅 北へ約900m。

## 備考
大阪市が、中大阪朝鮮初級学校を運営する学校法人「学校法人大阪朝鮮学園」に対し、1961年以降、約50年にわたり市有地である同校用地4957平方メートルを無償で貸していることが2011年、判明し、これについて市契約管財局は「歴史的な経緯もあり、無償貸与が続いてきた。現在は有償化や用地の買い取りを求めて協議している」とした。大阪市は2013年、学校敷地上の工作物一切を収去と土地の返却、そして2014年4月1日から明け渡しまでの間、1ヶ月あたり124万4000円を支払い求めて大阪地裁に提訴した。